# Nothopsyche nigropedaria
Nothopsyche nigropedaria är en nattsländeart som beskrevs av Wolfram Mey 1996. Nothopsyche nigropedaria ingår i släktet Nothopsyche och familjen husmasknattsländor. Inga underarter finns listade i Catalogue of Life.